# لیاپونوو
لیاپونوو (به لاتین: Lyapunovo) یک منطقهٔ مسکونی در روسیه است که در سرزمین آلتای واقع شده‌است.